# Passeig de la Font Vella
Passeig de la Font Vella és una obra de Sant Hilari Sacalm (Selva) inclosa a l'Inventari del Patrimoni Arquitectònic de Catalunya.

## Descripció
Llarg passeig arbrat amb espai central asfaltat pel trànsit rodat i vorera a banda i banda pels vianants. En l'actualitat, l'avinguda de la Font Vella encara fa d'accés a la reconeguda font, però també i sobre tot, a la planta embotelladora que du el mateix nom, per la qual cosa suporta un intens trànsit de vehicles pesants.

## Història
Sant Hilari Sacalm va ser una vila d'estiueig, afavorida pel prestigi de les aigües i per la temprança del clima, a l'estiu. De resultes d'aquests factors va viure una prosperitat excepcional i el seu ajuntament va emprendre un seguit de mesures que perseguien l'embelliment de la població. Així, el 1932 van encarregar a l'arquitecte Ricard Giralt Casadesús la urbanització del Passeig de la Font Vella. Pel maig del 1934 les obres eren gairebé enllestides, malgrat que mai no es va arribar a dur a terme el programa de l'arquitecte en la seva totalitat. Giralt, que ja disposava d'experiència com a urbanista a Sant Hilari (el 1930 havia projectat el plànol geomètric de la localitat), va proposar una avinguda arbrada que, de pas, ordenava la cruïlla del primitiu passeig de la Font Vella, el carrer Sagrat Cor i el camí de Les Arenes, que connectava Sant Hilari amb Vic i que, en aquells anys, a més, havia esdevingut la connexió amb Viladrau pel Coll de Ravell. A partir d'aquest punt, la distància que separava la població de la Font Vella no era menyspreable, per la qual cosa l'arquitecte va proposar, si fa o no fa a mig camí, a tocar de Can Vallicrosa, la construcció d'una font a tall d'àrea de repòs. Al plànol hi recrea l'ambient i hi designa les espècies vegetals que caldria plantar: tilus aregentea, evónibus japónica... Fins i tot considera que caldrà regular-ne el trànsit de vehicles a motor. No es coneixen els motius pels quals la urbanització del passeig es va restringir només a l'avinguda, descartant-ne l'àrea de descans i la font. La possibilitat que la construcció de l'eix esdevingués un atractiu per a la promoció de nous habitatges i que, la iniciativa, resultés fallida, resulta versemblant: als anys 30 del segle XX la platja guanyava terreny a la muntanya.